# Manchester United F.C. w sezonie 2013/2014
Sezon 2013/14 jest dla Manchesteru United 22. sezonem w Premier League i 39. sezonem z rzędu w najwyższej klasie rozgrywkowej w Anglii.
Na stanowisku managera zespołu David Moyes zastąpił sir Alexa Fergusona, który przeszedł na emeryturę.
Rozpoczęcie sezonu przypadło na 11 sierpnia 2013 w meczu o Tarczę Wspólnoty.
W Europie United walczą w Lidze Mistrzów 18. sezon z rzędu.
Oprócz tego rywalizują w dwóch krajowych pucharach, w Pucharze Anglii i Pucharze Ligi. Rozgrywki rozpoczną od trzeciej rundy.
Rankiem 22 kwietnia klub potwierdził zwolnienie Moyesa oraz nadanie Ryanowi Giggsowi posady trenera pierwszego zespołu.

## Mecze

### Przedsezonowe i towarzyskie
| Szczegóły meczu                                          | Wynik                                        | Wynik | Wynik                                                                                        | Skład |
| -------------------------------------------------------- | -------------------------------------------- | ----- | -------------------------------------------------------------------------------------------- | --- |
| 13 lipca 2013, 15:00 Rajamangala ok. 50 000 widzów       | Thai All Star XI                             | 1 - 0 | Manchester United                                                                            | Amos, Fabio (78' Evra), Ferdinand, Evans, Büttner (34' Rafael, Cleverley (64' Lingard), Carrick, Anderson (63' Jones), Giggs (63' Zaha), Januzaj, Welbeck                                       |
| 13 lipca 2013, 15:00 Rajamangala ok. 50 000 widzów       | 50' Teeratep Winothai                        |       |                                                                                              | Amos, Fabio (78' Evra), Ferdinand, Evans, Büttner (34' Rafael, Cleverley (64' Lingard), Carrick, Anderson (63' Jones), Giggs (63' Zaha), Januzaj, Welbeck                                       |
| 20 lipca 2013, 11:30 Stadium Australia 83 127 widzów     | A-League All Stars                           | 1 - 5 | Manchester United                                                                            | Lindegaard, Rafael, Ferdinand (46' Keane), Jones, Evra (76' Fabio), Zaha, Carrick (71' Anderson), Cleverley, Lingard, Giggs (62' Van Persie), Welbeck (71' Januzaj)                             |
| 20 lipca 2013, 11:30 Stadium Australia 83 127 widzów     | 52' Besart Berisha                           |       | Jesse Lingard 11' Danny Welbeck 34' Jesse Lingard 55' Danny Welbeck 70' Robin van Persie 87' | Lindegaard, Rafael, Ferdinand (46' Keane), Jones, Evra (76' Fabio), Zaha, Carrick (71' Anderson), Cleverley, Lingard, Giggs (62' Van Persie), Welbeck (71' Januzaj)                             |
| 23 lipca 2013, 12:20 Nissan Stadium 66 372 widzów        | Yokohama F. Marinos                          | 3 - 2 | Manchester United                                                                            | De Gea, Fabio, Jones, Evans (67' Smalling), Evra, Zaha (78' Giggs), Anderson, Cleverley, Lingard (46' Young), Januzaj (62' Kagawa), Van Persie (46' Welbeck)                                    |
| 23 lipca 2013, 12:20 Nissan Stadium 66 372 widzów        | 1' Marquinhos 49' Fabio 87' Yoshihito Fujita |       | Jesse Lingard 19' Masakazu Tashiro 31'(sam.)                                                 | De Gea, Fabio, Jones, Evans (67' Smalling), Evra, Zaha (78' Giggs), Anderson, Cleverley, Lingard (46' Young), Januzaj (62' Kagawa), Van Persie (46' Welbeck)                                    |
| 26 lipca 2013, 12:00 Kincho Stadium 44 856 widzów        | Cerezo Osaka                                 | 2 - 2 | Manchester United                                                                            | Lindegaard, Rafael (80' Fabio), Smalling, Ferdinand, Büttner (80' Evra), Young (80' Cleverley), Jones (47' Anderson), Kagawa (59' Zaha), Giggs (80' Lingard), Welbeck, Van Persie (70' Januzaj) |
| 26 lipca 2013, 12:00 Kincho Stadium 44 856 widzów        | 34' Kenyu Sugimoto 63' Takumi Minamino       |       | Shinji Kagawa 55' Wilfried Zaha 90'                                                          | Lindegaard, Rafael (80' Fabio), Smalling, Ferdinand, Büttner (80' Evra), Young (80' Cleverley), Jones (47' Anderson), Kagawa (59' Zaha), Giggs (80' Lingard), Welbeck, Van Persie (70' Januzaj) |
| 29 lipca 2013, 14:00 Hong Kong Stadium ok. 40 000 widzów | Kitchee                                      | 2 - 5 | Manchester United                                                                            | Amos, Fabio (72' Rafael), Keane, Smalling, Evra (46' Büttner), Zaha (80' Van Persie), Cleverley, Anderson, Young (46' Januzaj), Welbeck (46' Lingard)                                           |
| 29 lipca 2013, 14:00 Hong Kong Stadium ok. 40 000 widzów | 53' Lam Ka Wai 68' Alex Tayo Akande          |       | Danny Welbeck 16' Chris Smalling 22' Fabio 26' Adnan Januzaj 50' Jesse Lingard 80'           | Amos, Fabio (72' Rafael), Keane, Smalling, Evra (46' Büttner), Zaha (80' Van Persie), Cleverley, Anderson, Young (46' Januzaj), Welbeck (46' Lingard)                                           |
| 06 sierpnia 2013, 19:30 Friends Arena 30 012 widzów      | AIK Fotboll                                  | 1 - 1 | Manchester United                                                                            | Lindegaard (46' Amos), Rafael, Vidić, Evans (53' Smalling), Evra, Zaha (78' Welbeck), Carrick, Anderson, Giggs (78' Bébé), Nani (31' Henríquez), Van Persie                                     |
| 06 sierpnia 2013, 19:30 Friends Arena 30 012 widzów      | 49' Robin Quaison                            |       | Ángelo Henríquez 68'                                                                         | Lindegaard (46' Amos), Rafael, Vidić, Evans (53' Smalling), Evra, Zaha (78' Welbeck), Carrick, Anderson, Giggs (78' Bébé), Nani (31' Henríquez), Van Persie                                     |
| 09 sierpnia 2013, 20:30 Old Trafford                     | Manchester United                            | 1 - 3 | Sevilla FC                                                                                   | De Gea, Fabio, Ferdinand (82' Evans), Smalling, Büttner, Valencia (66' Zaha), Cleverley (46' Jones), Anderson (66' Carrick), Kagawa (66' Giggs), Januzaj, Henríquez (46' Lingard)               |
| 09 sierpnia 2013, 20:30 Old Trafford                     | 64' Antonio Valencia                         |       | Vitolo 21' Marko Marin 25' Bryan Rabello 90'                                                 | De Gea, Fabio, Ferdinand (82' Evans), Smalling, Büttner, Valencia (66' Zaha), Cleverley (46' Jones), Anderson (66' Carrick), Kagawa (66' Giggs), Januzaj, Henríquez (46' Lingard)               |

### Tarcza Wspólnoty
| Szczegóły meczu                                       | Wynik          | Wynik                   | Wynik             | Skład |
| ----------------------------------------------------- | -------------- | ----------------------- | ----------------- | --- |
| 11 sierpnia 2013, 15:00 Stadion Wembley 80 235 widzów | Wigan Athletic | 2 - 0                   | Manchester United | De Gea, Rafael (16' Smalling), Vidić, Jones, Evra, Zaha (60' Valencia), Carrick, Cleverley, Giggs (67' Anderson), Van Persie (83' Januzaj), Welbeck |
| 11 sierpnia 2013, 15:00 Stadion Wembley 80 235 widzów |                | Robin van Persie 6' 59' |                   | De Gea, Rafael (16' Smalling), Vidić, Jones, Evra, Zaha (60' Valencia), Carrick, Cleverley, Giggs (67' Anderson), Van Persie (83' Januzaj), Welbeck |

### Premier League
| Szczegóły meczu                                       | Wynik                                        | Wynik | Wynik                                                                           | Skład |
| ----------------------------------------------------- | -------------------------------------------- | ----- | ------------------------------------------------------------------------------- | --- |
| 17 sierpnia 2013, 18:30 Liberty Stadium 20 733 widzów | Swansea City                                 | 1 - 4 | Manchester United                                                               | De Gea, Jones, Ferdinand, Vidić, Evra, Valencia, Carrick, Cleverley, Giggs (61' Rooney, Welbeck, Van Persie (86' Anderson)                 |
| 17 sierpnia 2013, 18:30 Liberty Stadium 20 733 widzów | 82' Wilfried Bony                            |       | Robin van Persie 34' Danny Welbeck 36' Robin van Persie 72' Danny Welbeck 90+1' | De Gea, Jones, Ferdinand, Vidić, Evra, Valencia, Carrick, Cleverley, Giggs (61' Rooney, Welbeck, Van Persie (86' Anderson)                 |
| 26 sierpnia 2013, 21:00 Old Trafford 75 032 widzów    | Manchester United                            | 0 - 0 | Chelsea                                                                         | De Gea, Jones, Ferdinand, Vidić, Evra, Valencia (66' Young), Carrick, Cleverley, Rooney, Welbeck (78' Giggs), Van Persie                   |
| 26 sierpnia 2013, 21:00 Old Trafford 75 032 widzów    |                                              |       |                                                                                 | De Gea, Jones, Ferdinand, Vidić, Evra, Valencia (66' Young), Carrick, Cleverley, Rooney, Welbeck (78' Giggs), Van Persie                   |
| 01 września 2013, 14:30 Anfield 44 411 widzów         | Liverpool                                    | 1 - 0 | Manchester United                                                               | De Gea, Jones (72' Valencia), Ferdinand, Vidić, Evra, Young (63' Nani), Carrick, Cleverley, Giggs (73' Hernández), Welbeck, Van Persie     |
| 01 września 2013, 14:30 Anfield 44 411 widzów         | 4' Daniel Sturridge                          |       |                                                                                 | De Gea, Jones (72' Valencia), Ferdinand, Vidić, Evra, Young (63' Nani), Carrick, Cleverley, Giggs (73' Hernández), Welbeck, Van Persie     |
| 14 września 2013, 13:45 Old Trafford 75 102 widzów    | Manchester United                            | 2 - 0 | Crystal Palace                                                                  | De Gea, Fabio, Ferdinand, Vidić, Evra, Valencia, Carrick, Anderson (62' Fellaini), Young (66' Januzaj), Rooney, Van Persie (78' Hernández) |
| 14 września 2013, 13:45 Old Trafford 75 102 widzów    | 45+1' Robin van Persie (k.) 81' Wayne Rooney |       |                                                                                 | De Gea, Fabio, Ferdinand, Vidić, Evra, Valencia, Carrick, Anderson (62' Fellaini), Young (66' Januzaj), Rooney, Van Persie (78' Hernández) |
| 22 września 2013, 17:00 Etihad Stadium                | Manchester City                              |       | Manchester United                                                               | |
| 22 września 2013, 17:00 Etihad Stadium                |                                              |       |                                                                                 | |

| Kolejka  | 1 | 2 | 3 | 4 | 5 | 6 | 7 | 8 | 9 | 10 | 11 | 12 | 13 | 14 | 15 | 16 | 17 | 18 | 19 | 20 | 21 | 22 | 23 | 24 | 25 | 26 | 27 | 28 | 29 | 30 | 31 | 32 | 33 | 34 | 35 | 36 | 37 | 38 |
| Rezultat |   |   |   |   |   |   |   |   |   |    |    |    |    |    |    |    |    |    |    |    |    |    |    |    |    |    |    |    |    |    |    |    |    |    |    |    |    |    |
| Miejsce  |   |   |   |   |   |   |   |   |   |    |    |    |    |    |    |    |    |    |    |    |    |    |    |    |    |    |    |    |    |    |    |    |    |    |    |    |    |    |

### Puchar Ligi
| Szczegóły meczu                               | Wynik             | Wynik | Wynik     | Skład |
| --------------------------------------------- | ----------------- | ----- | --------- | ----- |
| 25 września 2013, 20:45 Old Trafford 3. runda | Manchester United |       | Liverpool |       |
| 25 września 2013, 20:45 Old Trafford 3. runda |                   |       |           |       |

### Liga Mistrzów
| Szczegóły meczu                                    | Wynik                                                                       | Wynik | Wynik                            | Skład |
| -------------------------------------------------- | --------------------------------------------------------------------------- | ----- | -------------------------------- | --- |
| 17 września 2013, 20:45 Old Trafford 74 000 widzów | Manchester United                                                           | 4 - 2 | Bayer 04 Leverkusen              | De Gea, Smalling, Ferdinand, Vidić, Evra, Valencia, Carrick, Fellaini (80' Cleverley), Kagawa (71' Young), Rooney (84' Hernández), Van Persie |
| 17 września 2013, 20:45 Old Trafford 74 000 widzów | 22' Wayne Rooney 59' Robin van Persie 69' Wayne Rooney 79' Antonio Valencia |       | Simon Rolfes 54' Ömer Toprak 88' | De Gea, Smalling, Ferdinand, Vidić, Evra, Valencia, Carrick, Fellaini (80' Cleverley), Kagawa (71' Young), Rooney (84' Hernández), Van Persie |

## Transfery
Przyszli
| Data       | Piłkarz          | Pozycja | Klub    |
| ---------- | ---------------- | ------- | ------- |
| 01/07/2012 | Guillermo Varela | Obrońca | Peñarol |

Odeszli
| Data       | Piłkarz           | Pozycja   | Klub         |
| ---------- | ----------------- | --------- | ------------ |
| 11/06/2013 | Reece Brown       | Obrońca   |              |
| 01/06/2013 | John Cofie        | Napastnik |              |
| 01/06/2013 | Michele Fornasier | Napastnik | UC Sampdoria |
| 01/06/2013 | Luke Giverin      | Pomocnik  |              |
| 01/06/2013 | Luke Hendrie      | Pomocnik  |              |
| 03/07/2013 | Mats Moller Dahli | Pomocnik  | Molde FK     |